# Бушмелёв, Александр Макарович
Александр Макарович Бушмелёв (18 (30) июля 1880, Оренбургская губерния — после 1921) — войсковой старшина, командир полка молодых казаков 3-го военного отдела Оренбургского казачьего войска (1919).

## Биография
Родился 18 (30) июля 1880 года в станице Верхнеуральская второго военного отдела Оренбургского казачьего войска (ОКВ) в семье чиновника. Александр окончил Верхнеуральское городское двухклассное училище, после чего поступил в Оренбургское казачье юнкерское училище, из которого выпустился в 1900 году по второму разряду.
Начал службу в середине августа 1898 года. Он получил чин младшего урядника в 1899 году, подхорунжего — в 1900, а хорунжего — в 1902. Стал сотником в 1907 (со старшинством с 1906), подъесаулом — в 1910, а есаулом — в 1915 (за боевое отличие, со старшинством с 1914). До войскового старшины Бушмелёв дослужился в 1916 году.
В середине сентября 1898 года был зачислен в 3-й полк ОКВ. В августе 1900 году был переведён во 2-й полк, а с 1904 по 1905 — в Уссурийском казачьем полку, с которым принимал участие в Русско-японской войне. С 27 декабря 1905 года служил в 14-м полку ОКВ, где даже временно командовал 2-й сотней. С 1910 по 1912 года был зачислен в 1-й полк, где исполнял должность полкового адъютанта, а также заведовал полковой хлебопекарней и столовой.
С началом Первой Мировой войны вновь оказался в 14-м полку, в котором с августа 1914 года командовал 5-й сотней. Являлся членом полкового суда. В составе Гренадерского корпуса он принимал участие в боях у деревни Владиславов, под Суходолами, на реке Висле. С 6 февраля 1917 года состоял помощником командира в 3-м Оренбургском запасном казачьем полку, расквартированном в Троицке, а в ноябре-декабре даже временно командовал им. 25 декабря 1918 года, в связи с приходом в город большевиков, полк был ликвидирован.
В 1919 году был командирован в распоряжение атамана третьего военного округа ОКВ: стал командиром полка молодых казаков округа (присяги 1921—1923 годов). Был участником Голодного похода, после чего был зачислен в резерв.
Был интернирован в лагере НКВД на реке Эмиль. В 1921 году прикомандирован к штабу 2-й Оренбургской казачьей дивизии. Являлся участником похода корпуса Андрея Бакича к Шара-Сумэ. Попал в плен.

## Награды
- Орден Святого Станислава 3 степени с мечами и бантом (1904): «за отличие в делах против японцев»
- Орден Святой Анны 4 степени (1904): «за храбрость, за отличие в делах против японцев».
- Орден Святой Анны 3 степени с мечами и бантом (1905): «за отличие в делах против японцев».
- Орден Святого Станислава 2 степени с мечами (1905): «за отличие в делах против японцев»
- Орден Святой Анны 2 степени с мечами (1915): «за отличие в делах против неприятеля».
- Орден Святого Владимира 4 степени с мечами и бантом (1915)
- Светло-бронзовая медаль «В память 300-летия царствования дома Романовых»
- Высочайшее благоволение «за отличие в делах против неприятеля»[6]

## Семья
Был женат на дочери почетного гражданина Серафиме Павловне Надточиевой (род. 1895); в семье родилось двое детей: Дмитрий (род. 1913) и Валентина (род. 1917).